# Vizzavona-Tunnel

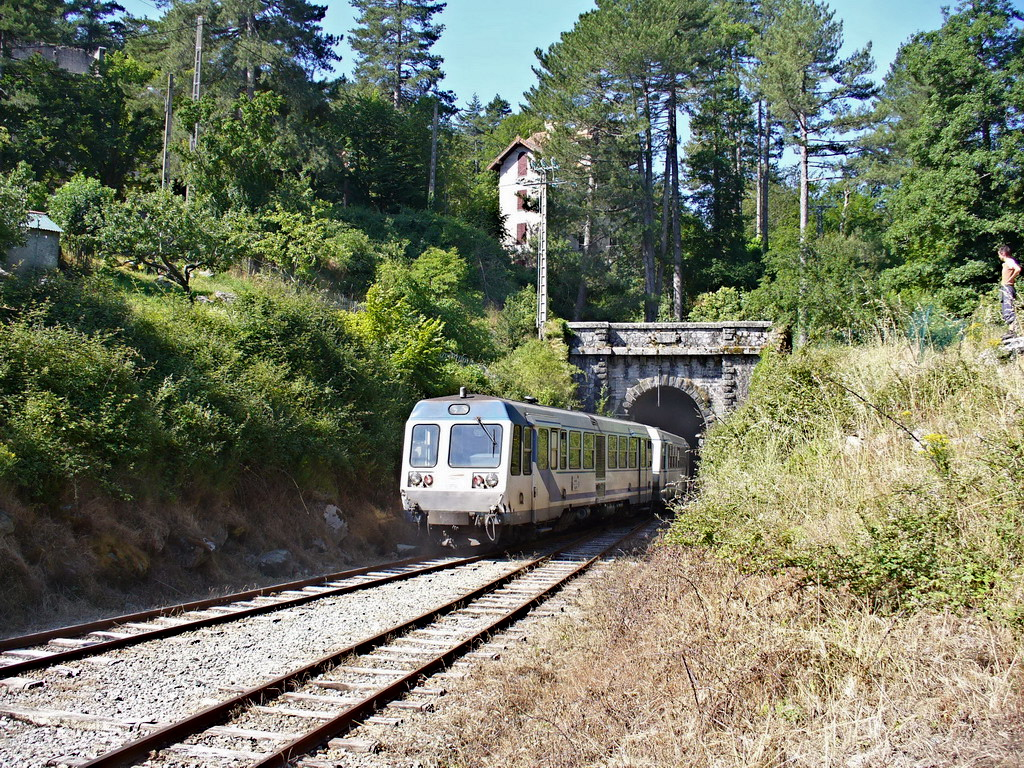
Nordportal des Tunnels und höchster Punkt der Eisenbahn auf Korsika

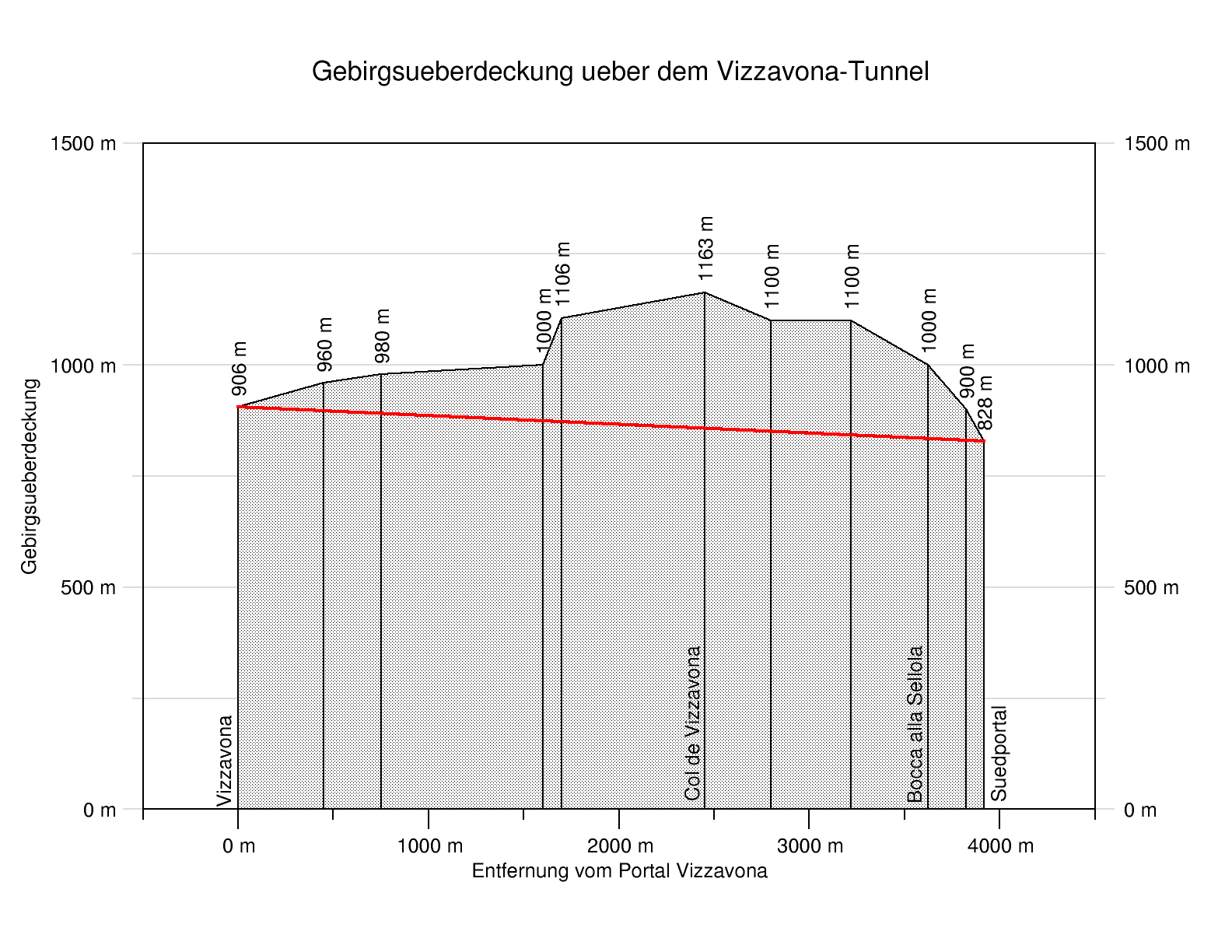
Gebirgsüberlagerung des Vizzavona-Tunnels

Der Vizzavona-Tunnel ist ein Eisenbahntunnel im Zuge der meterspurigen Bahnstrecke Bastia–Ajaccio der Chemins de fer de la Corse auf der Insel Korsika.

## Geografische Lage
Der Tunnel liegt unmittelbar an der südwestlichen Ausfahrt des Bahnhofs Vizzavona und unterquert den Col de Vizzavona.

## Technische Parameter
Das Bauwerk ist 3916 m lang und damit der längste Eisenbahntunnel Frankreichs, der von einer Schmalspurbahn befahren wird. Der nördliche Tunneleingang liegt auf 906 m über dem Meer und stellt zugleich den Scheitelpunkt der Strecke dar, die höchste Überlagerung bis zur Erdoberfläche beträgt etwa 300 m.
Der Tunnel besitzt ein durchgehend gleichmäßiges Gefälle von 22 ‰ in Richtung Südwesten. Diese Bauweise ist ungewöhnlich, da für den Bau von Tunneln dieser Länge nur das Verfahren des Gegenortvortriebes in Frage kommt. Da hierbei normalerweise beide Richtstollen ein Gefälle zu den Ausgängen hin haben, um das beim Bau eintretende Grundwasser abführen zu können, haben Tunnel typischerweise in ihrer Mitte einen Scheitelpunkt. Die Bauarbeiten wurden durch das eindringende Wasser erschwert. Aufgrund der Bauweise mit konstantem Gefälle ist es beim Vizzavona-Tunnel möglich, von einem Portal des Tunnels bis zum entgegengesetzten Portal zu schauen.

## Geschichte
Die Arbeiten an dem Tunnel begannen 1880. Er wurde zum 100. Jahrestag der Französischen Revolution, am 14. Juli 1889, eingeweiht.